# Angoulême
Angoulême (wymowaⓘ) – miasto i gmina we Francji, w regionie Nowa Akwitania, stolica departamentu Charente, nad rzeką Charente, historyczna stolica prowincji Angoumois.
Według danych na rok 2018 gminę zamieszkiwało 43 396 osób, a gęstość zaludnienia wynosiła 1986 osób/km² (wśród 1467 gmin regionu Poitou-Charentes Angoulême plasuje się na 4. miejscu pod względem liczby ludności, natomiast pod względem powierzchni na miejscu 340.).
Od 1974 roku odbywa się tu doroczny Międzynarodowy Festiwal Komiksu.

## Historia
Pierwsze wzmianki o Angoulême pochodzą z IV wieku. Poeta Auzoniusz, który umarł w 394 roku, był pierwszym, który o nim wspominał. Nazywał je Inculisma. Później różni pisarze nazywali to miasto jako Engolisma, czy Eccolisma. Zapiski galiskie z końca IV wieku podają także nazwę Civitas Eccolismensium.
Angoulême było siedzibą hrabiów i biskupów. Pierwszym znanym hrabią, a zarazem biskupem, był Turpion, który otrzymał te tytuły w 839 roku.

## Zabytki i atrakcje turystyczne
- romańska katedra z pierwszej połowy XII wieku charakteryzująca się bogato zdobioną płaskorzeźbami fasadą[3]. W XIX wieku katedra została poddana restauracji wg projektu Paula Abadie, ucznia Viollet-le-Duca. Zbudowano wtedy wieże i absydy.
- mury obronne
- zabytkowe młyny z XVI wieku
- ratusz zbudowany w latach 1858-1866 w miejscu dawnego zamku książąt Angoulême;
- zabytkowe kamienice mieszczańskie z XVII-XVIII wieku;
- Muzeum Sztuk Pięknych (fr. Musée des Beaux-Arts) ze zbiorami wyrobów dawnego rzemiosła artystycznego – najcenniejszy eksponat to celtycki hełm z Agris z IV wieku p.n.e.
- Muzeum Komiksów (fr. Musée de la Bande Dessinée) posiadające w swojej mediotece prawie wszystkie komiksy francuskie wydane od 1946 roku.

## Gospodarka
W mieście rozwinął się przemysł zbrojeniowy, papierniczy, samochodowych, browarniczy.

## Miasta partnerskie
- Bury, Wielka Brytania
- Chicoutimi, Kanada
- Gelendżyk, Rosja
- Hildesheim, Niemcy
- Hoffman Estates, USA
- Ségou, Mali
- Turda, Rumunia
- Vitoria-Gasteiz, Hiszpania

## Galeria

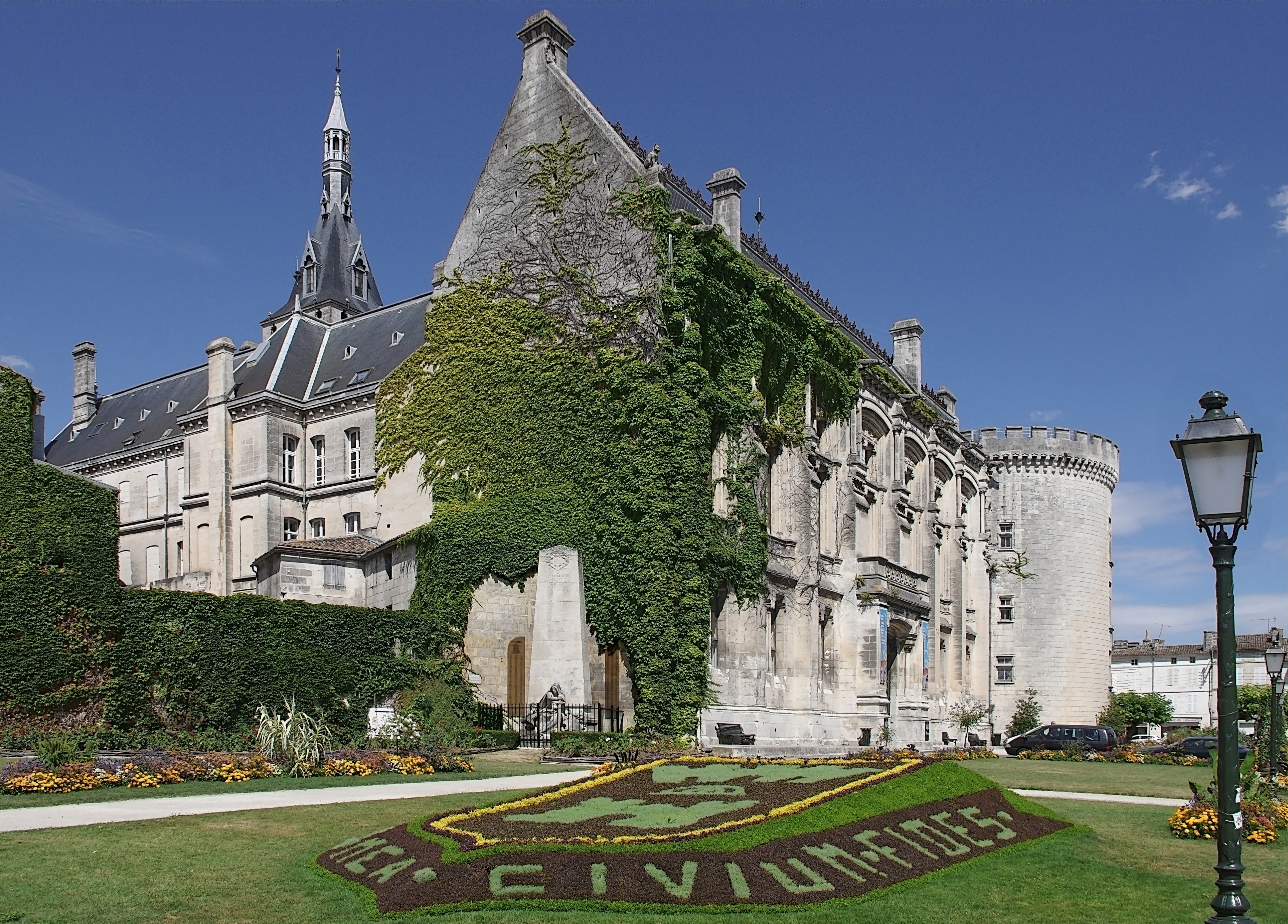
Ratusz
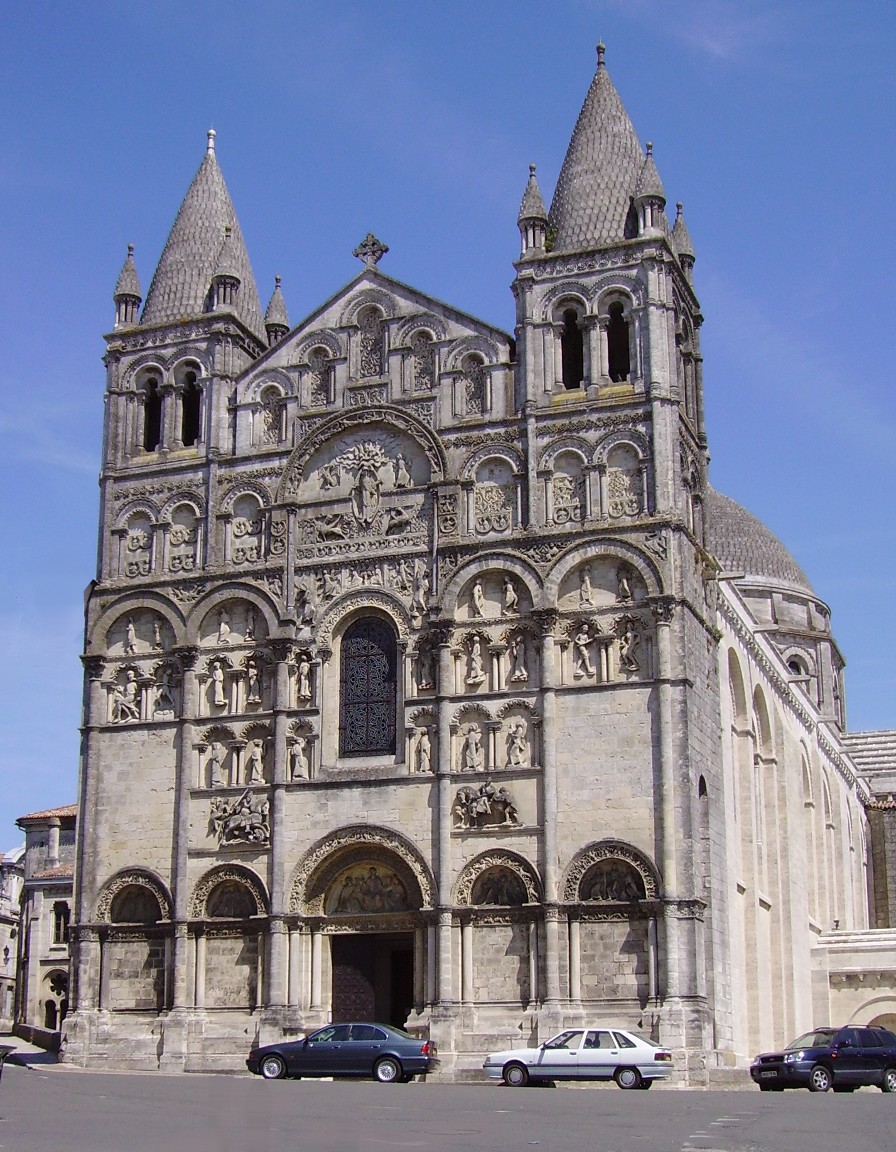
Katedra
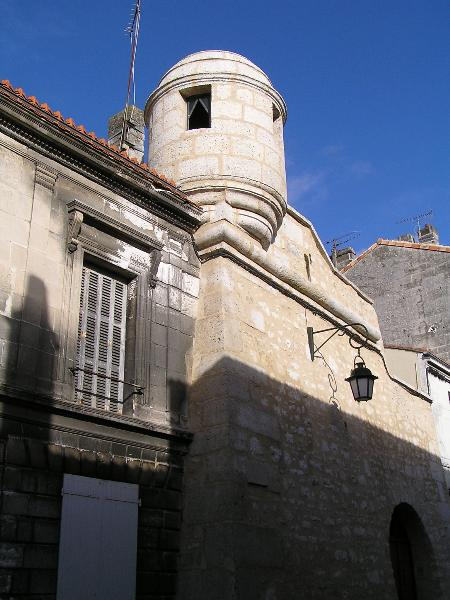
Stare miasto
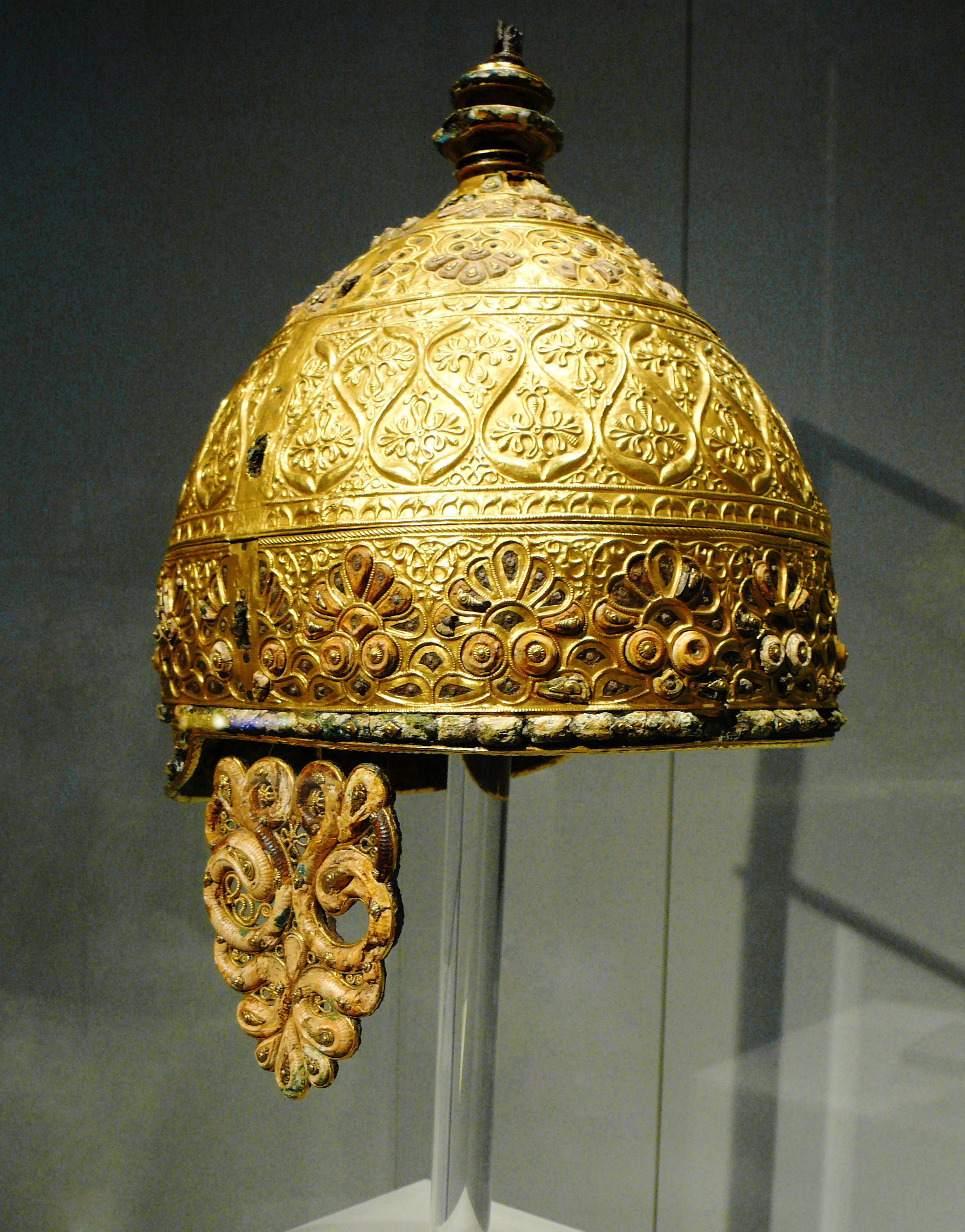
Hełm z Agris
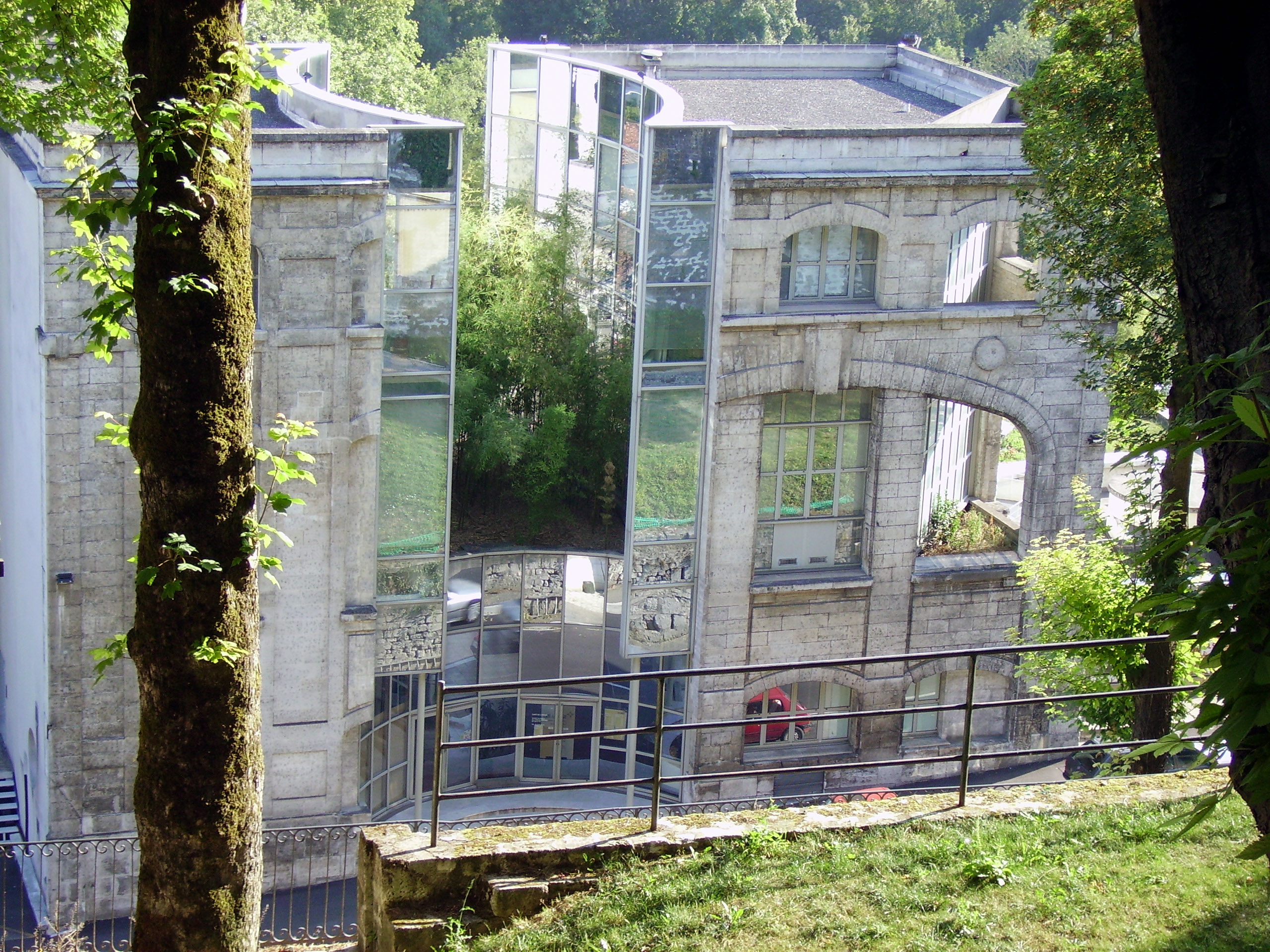
Międzynarodowe Centrum Komiksu i Obrazu (CIBDI)
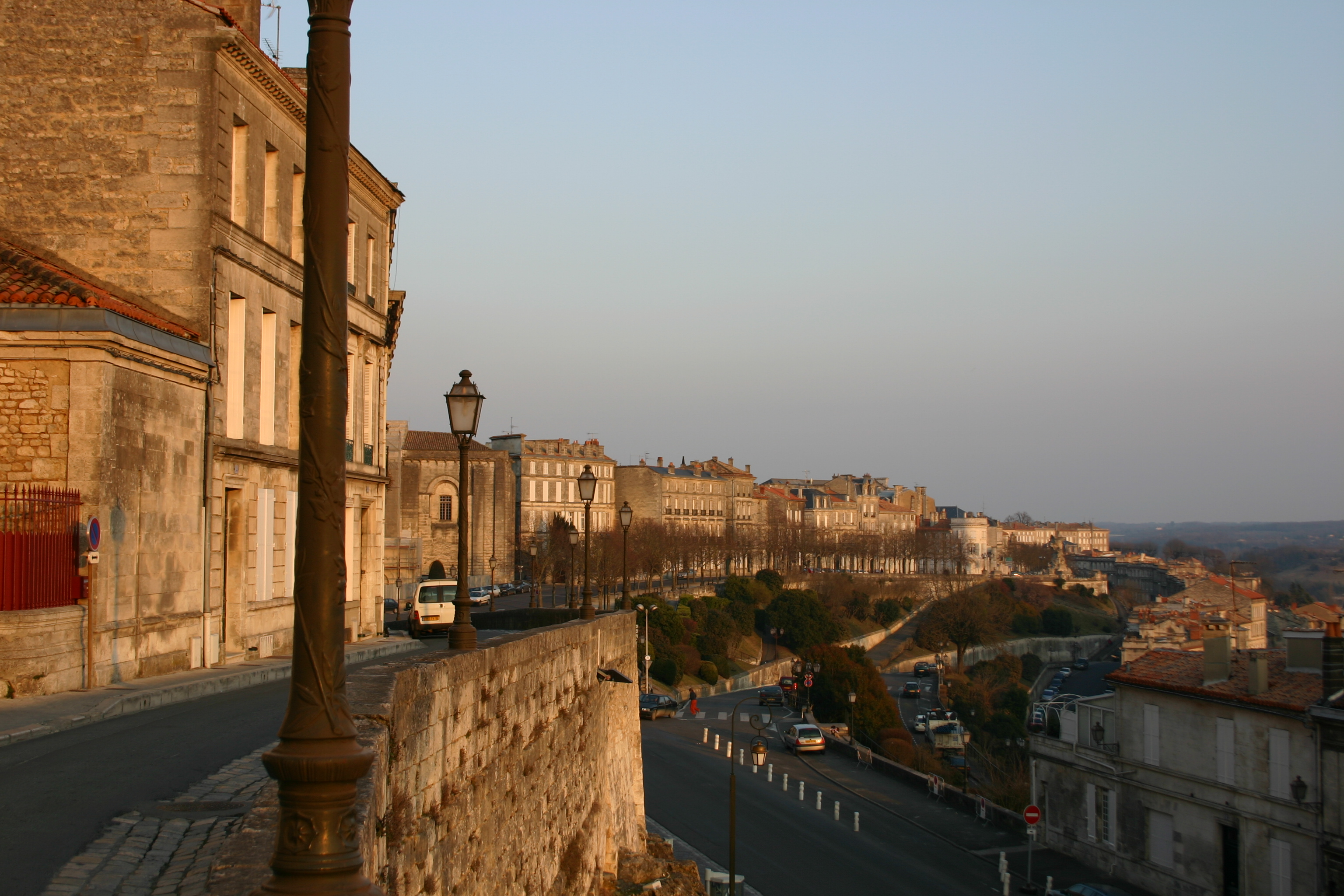
Mur obronny